# Hofmaenneria hazenensis
Hofmaenneria hazenensis är en rundmaskart som beskrevs av Mulvey 1969. Hofmaenneria hazenensis ingår i släktet Hofmaenneria och familjen Monhysteridae. Inga underarter finns listade i Catalogue of Life.